# Katanning

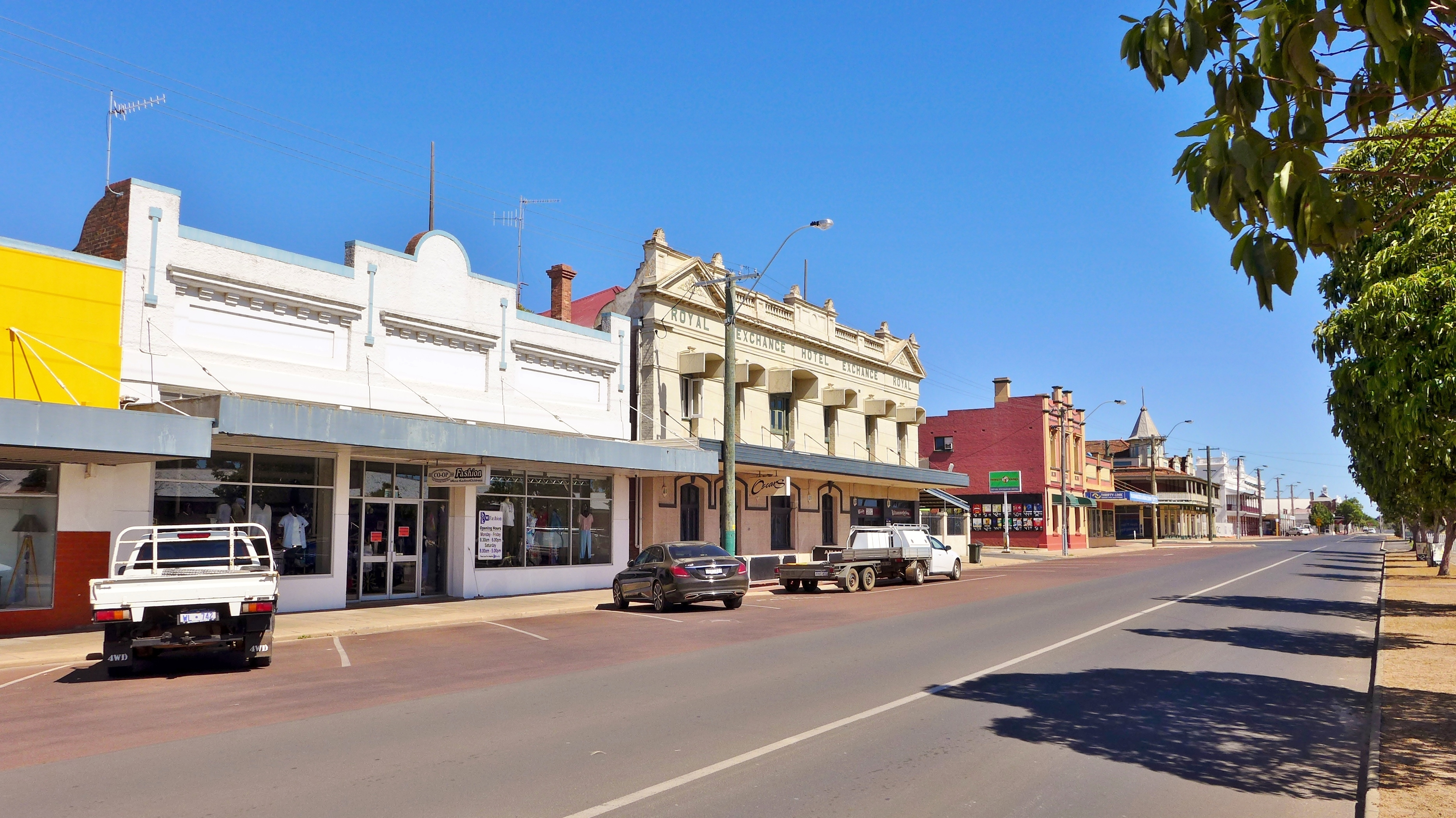
Vue de la Terrasse Australe, Katanning.

Katanning est une ville australienne située à 277 km au sud-est de Perth sur la Great Southern Highway. Lors du recensement de 2016, Katanning avait une population de 3 687.

## Histoire
La signification de Katanning est inconnue mais on pense qu'il s'agit d'un mot autochtone local Kart-annin qui signifie littéralement « lieu de rencontre des chefs de tribus », Kartanup, signifiant « piscine d'eau douce », ou Katanning, qui signifie « araignées sur le dos ». D'autres suggèrent que l'endroit porte le nom d'une femme autochtone locale.
Les premiers Européens à explorer la région de Katanning ont été le gouverneur James Stirling et l'arpenteur général John Septimus Roe qui ont traversé la région en 1835, en route de Perth à Albany.
Vers 1870, des coupeurs de bois de santal se sont installés dans la région, mais ils ne se sont pas sédentarisés. Ce n'est qu'avec le développement de la Great Southern Railway, une voie ferrée construite par la West Australian Land Company de Beverley à Albany en 1889, que le canton a vu le jour.
Le township a d'abord été développé par la West Australian Land Company. Le gouvernement de l'État a acheté la voie ferrée et le township en 1896 et a ensuite officiellement inscrit la ville au journal officiel en 1898, alors que la population de la ville était de 226 habitants, dont 107 hommes et 119 femmes.
En avril 1891, les frères Frederick Henry Piesse et Charles Austin Piesse ouvrent le Premier Roller Flour Mill au centre de la ville. 